# Nœud de moucheron
 (juin 2018).
Si vous disposez d'ouvrages ou d'articles de référence ou si vous connaissez des sites web de qualité traitant du thème abordé ici, merci de compléter l'article en donnant les références utiles à sa vérifiabilité et en les liant à la section « Notes et références ».
Le nœud de moucheron (traduction de l'anglais Gnat hitch) est un nœud d'accroche (et un nœud de boucle s'il est renversé) non coulant formé par un nœud attachant la corde sur elle-même.

## Description

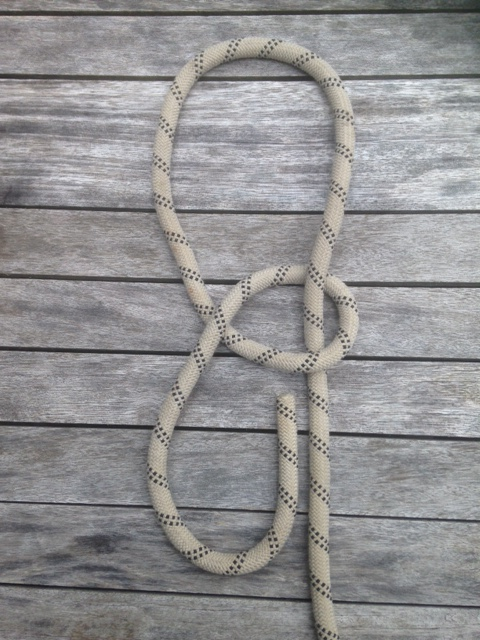
1re phase du nœud de moucheron.

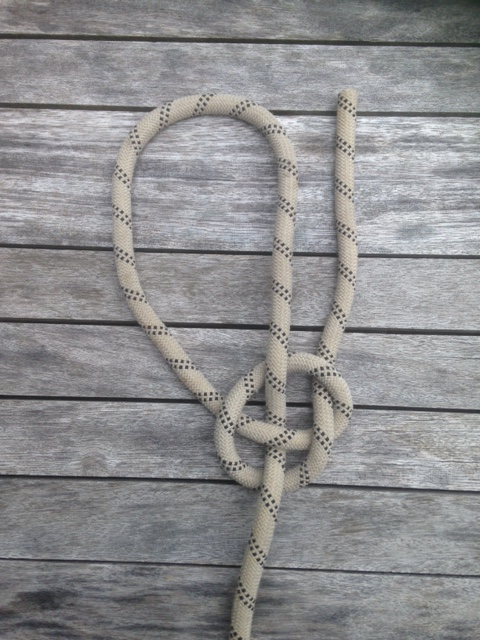
2e phase du nœud de moucheron.

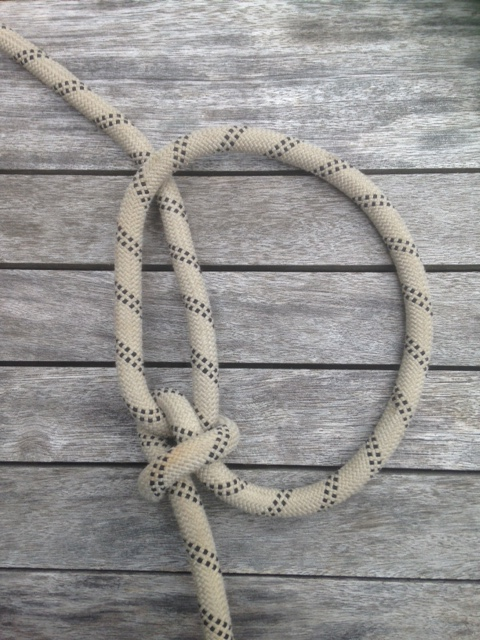
Nœud après renversement.

Comme nœud d'accroche, il est décrit dans la littérature anglo-saxonne sous le nom Gnat hitch,.
Il est monté suivant les 2 premières étapes figurées ci-dessous, directement autour d'un point fixe, puis on fait coulisser le long du dormant pour venir en butée sur ce point fixe et s'y serrer.
Pour fonctionner comme nœud de boucle, il peut être « renversé » après mise en place. Il fonctionne alors comme le nœud de chaise.
Comme celui-ci, il a la particularité d’être facile à défaire, même après avoir subi une forte traction.
Par rapport à celui-ci, il a 2 avantages pratiques :
- Il est facile à mémoriser et utilise un pense-bête plus simple que « le serpent sort du puits, tourne autour de l'arbre » etc.
- Après mise en place sur un point fixe (taquet, bitte d’amarrage, œillet de bordure etc.), il peut être ajusté à la longueur requise.

Après ce réglage, le renversement le fixe et le transforme en nœud non coulant.

## Nouage
1. Après passage de la corde autour d’un point fixe, le courant réalise une boucle autour du dormant (1ere alternance dessus-dessous-dessus)
2. Le courant réalise ensuite un 2eme passage autour du dormant (2eme alternance dessous-dessus-dessous)
3. On peut alors le faire coulisser et le bloquer sur le point fixe.
4. On peut également le renverser (capsize en anglais).
5. Après réglage à la longueur requise, on tire alors fortement sur le courant, pour que le dormant réalise un U et ne puisse plus coulisser
6. Comme le nœud de chaise, s’il est soumis à des séries d’efforts et de relâchements, il peut être complété par une demi-boucle.

## Utilisation et propriétés
Dans le domaine nautique, il peut être utilisé à la place du nœud de chaise, notamment pour des usages où un nœud de chaise serait difficile à ajuster.
Pêche : à éviter sur fil nylon ; résistance au glissement jugée insuffisante par certains spécialistes.
Dans la vie courante : élingue de remorquage, élingue de piquet de tente etc.

### Note
- Ce nœud n'est pas décrit dans le Ashley Book of knots.